# 진 윤
진 윤(Jean Yoon, 1962년 5월 4일 ~ )은 캐나다의 배우이다. CBC 시트콤 《김씨네 편의점》에서 '엄마' 역으로 출연했다. 미국 시카고 출신이며 현재는 토론토에 거주하고 있다.